# Вернер (Салии)
Вернер V (на немски: Werner V, * 899, † 935) е граф на Наегау, Вормсгау и Шпайергау. Той е първият исторчески доказан от Салическата династия.

## Биография
Вернер I е син на граф Вернер IV във Вормсгау и една с неизвестно име сестра на гермаския крал Конрад I (Конрадини).
Той се жени за жена от род Конрадини или за Хиха Швабска († сл. 950), дъщерята на херцог Бурхард II от Швабия и Регилинда от Швабия. Двамата имат син Конрад I Червения (* 922; † 10 август 955).